# Ichneumon plebejuse
Ichneumon plebejuse är en stekelart som beskrevs av Tohru Uchida 1954. Ichneumon plebejuse ingår i släktet Ichneumon och familjen brokparasitsteklar. Inga underarter finns listade i Catalogue of Life.